# Marleen Vandermarliere
Marleen Vandermarliere (Waregem, 13 settembre 1960) è un'ex cestista belga.

## Carriera
Con il Belgio ha disputato i Campionati europei del 1985.